# Pablo Piñones-Arce
Pablo Jesús Piñones-Arce (n. Tumba, Suecia, 27 de agosto de 1981) es un entrenador de fútbol y exfutbolista sueco de ascendencia chilena. Jugaba como delantero y participó en 7 partidos con la selección sub-21 de Suecia.
Es el entrenador del equipo de fútbol femenino sueco Hammarby, con quien consiguió el ascenso a la Damallsvenskan en 2020.

## Trayectoria
El joven pertenece a la segunda generación de chilenos que debieron marchar al exilio durante la dictadura de Augusto Pinochet, de los que un buen número fueron recibidos en Suecia.
Después de jugar en clubes menores, fue fichado por el club IF Brommapojkarna en su división de jóvenes sub-1981. En 1999 se trasladó al Club S.S.C. Venezia, destacando en el equipo juvenil, aunque sin ninguna aparición en el primer equipo. En 2002, fue transferido al Hammarby IF. En total, anotó 20 goles en 93 partidos. 
Después de la temporada del 2006, donde anotó 6 goles en solo 13 partidos, Pablo decidió firmar un contrato de 3 años con el club danés Vejle Boldklub a contar desde el 1 de enero, del 2007 hasta 2009.
En 2009 fue cedido al IF Brommapojkarna nuevamente siendo gran anotador del club, marcando 35 goles con la camiseta de los Bromma Boys.
Durante 2013 se incorpora al Östers IF donde ya ha marcado 9 goles en 24 apariciones.
En 2014 se incorpora al Hammarby IF de la Superettan de Suecia.

## Clubes
| Club              | País      | Año       |
| ----------------- | --------- | --------- |
| IF Brommapojkarna | Suecia    | 1998      |
| S.S.C. Venezia    | Italia    | 1999-2001 |
| Hammarby IF       | Suecia    | 2001-2006 |
| Vejle Boldklub    | Dinamarca | 2007-2009 |
| IF Brommapojkarna | Suecia    | 2009-2012 |
| Östers IF         | Suecia    | 2013      |
| Hammarby IF       | Suecia    | 2014-2015 |
| IF Brommapojkarna | Suecia    | 2016      |

## Palmarés

### Campeonatos nacionales
| Título      | Club        | País   | Año  |
| ----------- | ----------- | ------ | ---- |
| Allsvenskan | Hammarby IF | Suecia | 2001 |
| Superettan  | Hammarby IF | Suecia | 2014 |

### Distinciones individuales
| Distinción                                    | Año  |
| --------------------------------------------- | ---- |
| Jugador del año de la Primera División danesa | 2007 |
| Goleador de la Superettan sueca               | 2012 |